# José Sebastião e Silva
José Sebastião e Silva, (Mértola, 12 de dezembro de 1914 — Lisboa, 25 de maio de 1972) foi um matemático português.

## Biografia
Filho de António José Sebastião e de Maria Emília Nobre Silva, sendo o terceiro de quatro filhos, uma rapariga (a filha mais velha) e três rapazes. O pai faleceu a 17 de maio de 1924, ficando a subsistência e a educação da família a cargo exclusivo da mãe.
Em Julho de 1930, Sebastião e Silva concluiu o Curso Geral dos Liceus, no Liceu de Beja, com a classificação final de 18 valores e, três anos mais tarde, concluiu o Curso Complementar de Ciências dos Liceus. Fez exame às várias disciplinas no Liceu André de Gouveia em Évora, tendo obtido a classificação final de 19 valores (distinção). A 12 de Setembro de 1933 inscreveu-se na Faculdade de Ciências da Universidade de Lisboa no Curso de Ciências Matemáticas, tendo concluído a licenciatura no dia 31 de julho de 1937, com a classificação final de 17 valores – Bom com Distinção. Durante os cinco anos seguintes teve de ganhar a vida como professor particular em colégios da linha do Estoril e dando explicações.
Sebastião e Silva iniciou a sua actividade de investigador no Centro de Estudos Matemáticos de Lisboa do Instituto de Alta Cultura. Entre 1940 e 1942 foi bolseiro do Instituto de Alta Cultura em Portugal. Nesta fase publicou os seus primeiros trabalhos de investigação, na Portugaliæ Mathematica. Em fevereiro de 1942, finalmente, foi contratado como 2º assistente da Faculdade de Ciências de Lisboa e, no ano seguinte, obteve uma bolsa do Instituto de Alta Cultura junto do Istituto N. di Alta Matemática que lhe permitiu ir trabalhar em Roma. Em fevereiro desse ano partiu para Itália, onde foi bolseiro durante 4 anos, tendo tido aí ocasião de publicar alguns trabalhos nos Rendiconti dell’ Accademia Nazionale dei Lincei. De acordo com as suas próprias palavras, até agosto de 1944 a sua actividade foi afectada pelos acontecimentos bélicos, mas a partir dessa data pôde trabalhar em condições relativamente normais. Redigiu então algumas notas e memórias que foram apresentadas às Academias Pontificia e dei Lincei, e colaborou na actividade do Istituto N. per le Applicazioni del Calcolo. Regressou a Portugal em dezembro de 1946, e no mês de abril seguinte foi novamente contratado como 2º Assistente da Faculdade de Ciências de Lisboa.  Em 1949 doutorou-se em Ciências Matemáticas na Faculdade de Ciências da Universidade de Lisboa, com a classificação de 18 valores, Muito Bom com Distinção por unanimidade. Para essa prova apresentou a tese intitulada «As funções analíticas e a análise funcional».
A 29 de Setembro de 1951, José Sebastião e Silva casou com Virgínia Adelaide Velez Tavares Peres, natural da freguesia de Penha de França, Lisboa. Deste casamento nasceram três filhos: Carlos Peres Sebastião e Silva, António Jorge Peres Sebastião e Silva e José Eduardo Peres Sebastião e Silva
Nomeado em 1951, após concurso de provas públicas, Professor Catedrático do 3.º grupo (Matemática Gerais e Cálculo infinitesimal e das Probabilidades) do Instituto Superior de Agronomia da Universidade Técnica de Lisboa. Até julho de 1960, exerceu aí o ensino da Análise Superior, salvo durante dois anos, em que uma comissão de serviço junto do Ministério da Educação Nacional o libertou de qualquer encargo docente, para plena consagração ao planeamento e elaboração de textos didácticos para o 6º e o 7º ano dos Liceus, no âmbito de um projecto da OCDE com vista à actualização, à escala europeia, do ensino secundário da disciplina de Matemática. Escreveu então o Compêndio de Álgebra (em co-autoria com Silva Paulo), para o 3º ciclo, bem como a Geometria Analítica, para o último ano do ensino secundário. Em 1960, regressou, por convite, à Faculdade de Ciências da Universidade de Lisboa, onde leccionou, como Regente da Cadeira de Análise Superior, até 1970.
Faleceu de cancro na próstata no Instituto de Oncologia de Lisboa.
A 2 de outubro de 2000, foi agraciado, a título póstumo, com o grau de Grã-Cruz da Ordem Militar de Sant'Iago da Espada.
Em 2014 decorreram comemorações nacionais do centenário do seu nascimento.

## Obras
- Introdução às modernas teorias algébricas: curso de complementos de álgebra, Associação de Estudantes da Faculdade de Ciências, Lisboa, 1950
- Introdução à teoria das distribuições, Centro de Estudos Matemáticos do Porto, Porto, 1957
- Compêndio de álgebra: 3º ciclo (em co-autoria com J. D. da Silva Paulo), Livraria Rodrigues, Lisboa, 1958
- Geometria analítica plana: 7º ano dos liceus, Livraria Sá da Costa, Lisboa, 1960
- Compêndio de Matemática — Curso Complementar do Ensino Secundário, Edição Gabinete de Estudos e Planeamento, Lisboa, 1975.
- Guia para utilização do compêndio de Matemática — Curso Complementar do Ensino Secundário, Edição Gabinete de Estudos e Planeamento, Lisboa, 1975.
- Obras de José Sebastião e Silva, Instituto Nacional de Investigação Científica, Lisboa, 1985
- Textos Didácticos, Fundação Calouste Gulbenkian, Lisboa, 1999